# Josef Riedel
Josef Riedel (19. prosince 1816 Haindorf – 24. dubna 1894 Polubný) byl český sklářský průmyslník, německé národnosti[zdroj⁠?!].

## Životopis

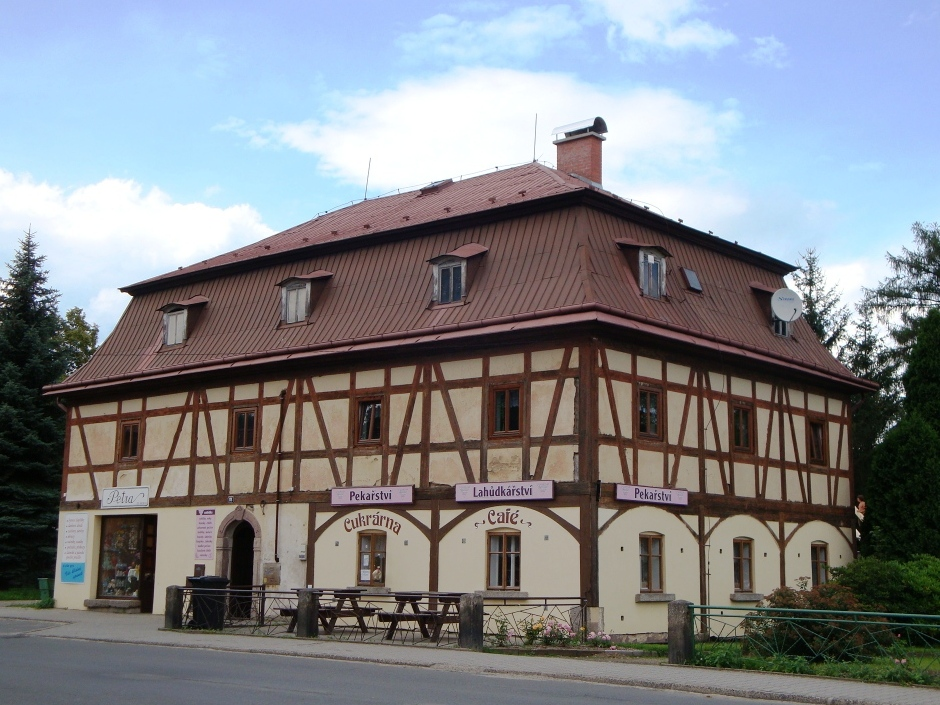
Dům, v němž se Josef Riedel narodil (2009)

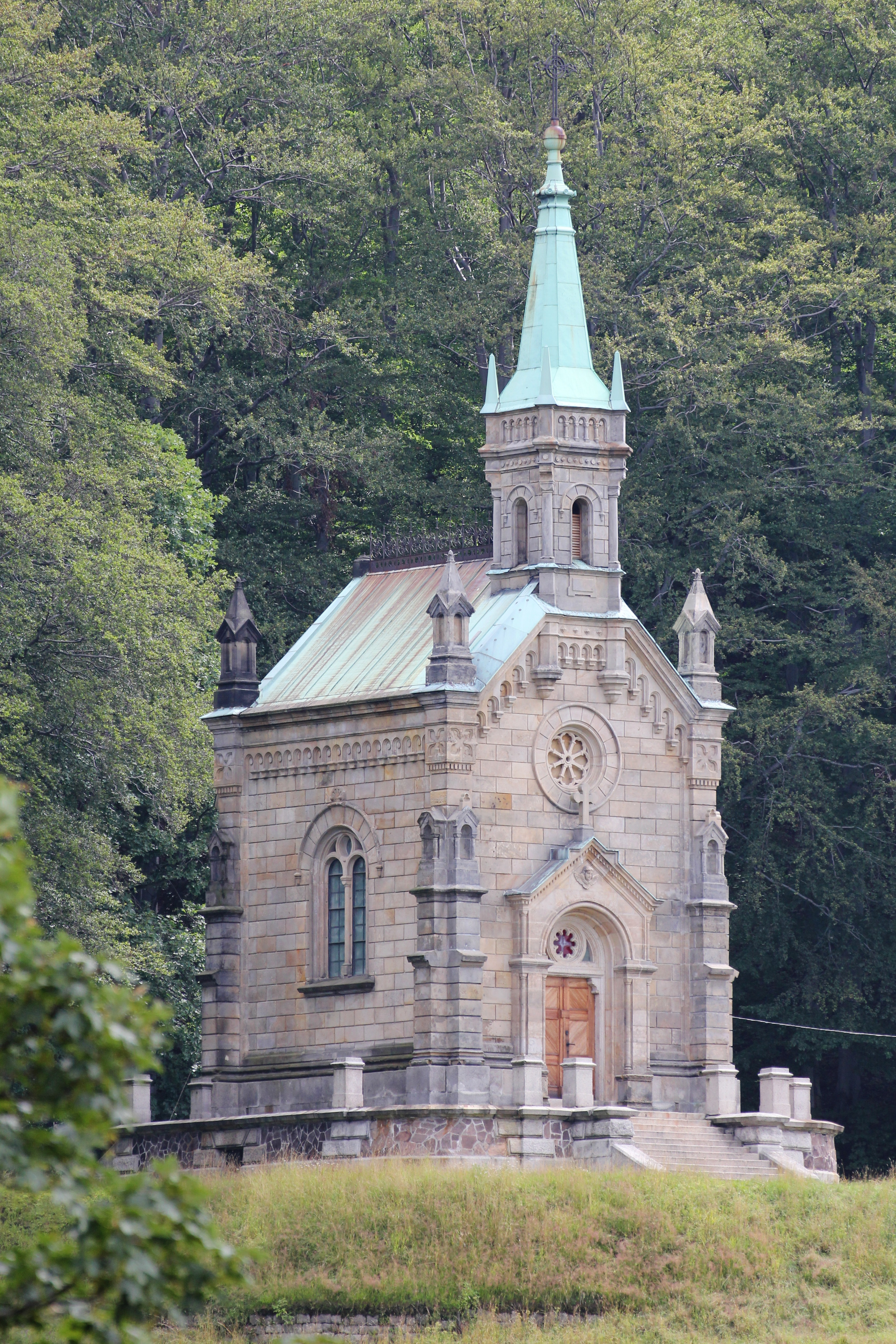
Riedlova hrobka v Desné

Narodil se v dnešních Hejnicích v domě číslo popisné 175 do hokynářské rodiny. Jméno dostal po svém otci. Roku 1830 nastoupil ve sklárně svého strýce Franze Antona Riedela, jenž vlastnil hutě na Nové Louce, v Antonínově a na Jizerce. Zde se sblížil i s jeho dcerou (a vlastní sestřenicí) Annou Riedelovou, kterou roku 1842 pojal za svou manželku. Protože její otec zemřel bez mužských potomků, stala se dědičkou majetku svého otce dcera Anna. Manželé se přestěhovali do Antonínova.
Josefu Riedlovi se v podnikání s majetkem zděděným jeho ženou dařilo a rozhodl se k expanzi své firmy. Roku 1849 odkoupil od Ignaze Friedricha sklárnu v Polubném vybudovanou před dvěma lety, která stála na strategickém místě u tak zvané Krkonošské silnice, jež spojovala Jizerské hory s městy v okolí. Zakoupenou sklárnu Riedel přestavěl a začal v ní vyrábět.
Roku 1855 však jeho manželka Anna zemřela. Tři roky poté se spolu s dětmi, které z manželství vzešly (synové Hugo, Wilhelm a Ota spolu s dcerou Marií) odstěhoval z Antonínova do Polubného. O rok později (1859) se znovu oženil, tentokrát s Johannou Neuwingerovou, dcerou hlavního lesníka clam-gallasovského panství, na němž stála sklárna na Jizerce. Z tohoto manželství přišly na svět další dvě děti, a sice syn Josef a dcera Rosa.
Od roku 1858 podnikal vedle sklářství také v textilnictví. Toho roku totiž započal s výstavbou přádelny bavlny v Kořenově. Během šedesátých let 19. století nastala konjunktura v oblasti bižuterie a Josef Riedel na ni reagoval výstavbou nové hutě v Kořenově a vybudováním druhé sklárny na Jizerce. V průběhu sedmdesátých a osmdesátých let toho století se dále stal majitelem či budovatelem i dalších skláren, například v Dolním Maxově (1879), v Nové Vsi (1879) a dvou v Příchovicích (Příchovice I. roku 1880 a Příchovice II. roku 1886). Během roku 1883 vybudoval v Příchovicích ještě slévárnu bronzu, jež byla určena například na výrobu forem a nářadí, a o pět let později navíc továrnu na výrobu perliček.
Roku 1877 se společníky ve firmách stali jeho tři synové z prvního manželství. Sám Josef Riedel aktivně řídil podnik do poloviny osmdesátých let 19. století, kdy předal svou funkci synovi Wilhelmovi. Koncem dubna roku 1894 zemřel Josef Riedel ve věku 76 let po krátké nemoci v Polubném. Jeho pohřeb se konal tři dny poté, 27. dubna. Během něho uložili Riedlovo tělo do rodinné hrobky v Desné. Aktu přihlížely stovky účastníků obřadu. V závěti, kterou Riedel sepsal, věnoval svým zaměstnancům a chudým či nemocným částku více než 100 000 zlatých.

## Ocenění
Josef Riedel bývá označován za sklářského krále Jizerských hor a současně též největšího sklářského průmyslníka v celé rakousko-uherské monarchii. Stal se čestným občanem Lučan nad Nisou a Františkových Lázní. Od panovníka, císaře Františka Josefa I., získal rytířský kříž a papež jej dekoroval Řádem Svatého Kříže. Aktivně se zapojil do obchodnických organizací na Liberecku a stal se také členem tanvaldského výboru Okresního zastupitelstva či řady různých spolků v Jizerských horách.